# Symphonie de chambre no 5 de Milhaud
Pour les articles homonymes, voir Symphonie de chambre.
La Symphonie de chambre no 5, op. 75, est une petite symphonie de Darius Milhaud composée en 1922 pour dixtuor à vent.

## Présentation
La Symphonie de chambre no 5, op. 75, de Darius Milhaud, est une symphonie de chambre faisant partie d'un cycle de six Petites symphonies (ou Symphonies pour petit orchestre) composées entre 1917 et 1923, datant de l'époque des grandes expériences polytonales de l'auteur.
Cette cinquième symphonie est pour sa part composée au début de l'année 1922 à Varsovie, et est dédiée à Marya Freund, créatrice en France du Pierrot lunaire de Schönberg.
L’œuvre, créée à Paris en mai 1923 par la Société moderne d'instruments à vent,, est écrite pour dixtuor d'instruments à vent : piccolo (jouant flûte), flûte, hautbois, cor anglais, clarinette, clarinette basse, 2 bassons et 2 cors,.

## Structure
La Symphonie, d'une durée moyenne d'exécution de six minutes trente environ, est composée de trois mouvements :
1. Rude ;
2. Lent ;
3. Violent.

La partition porte le numéro d'opus 75 et est publiée par Universal Edition.

## Analyse
Le premier mouvement, Rude, est de couleur stravinskienne et « entrechoque les instruments par des mouvements contraires, houleux ». Il présente deux brefs éléments musicaux, l'un rythmique dans les parties des instruments à anche double (hautbois, cor anglais, bassons) et l'autre mélodique dans les parties de flûtes, clarinettes et cors, qui, au début, alternent avant de se confondre au fur et à mesure.
Le deuxième mouvement, Lent, a le caractère d'une pastorale. Calme, il consiste en un dialogue mystérieux, « avec l'harmonie voilée des bois sur laquelle la clarinette basse déploie la mélodie que ponctuent bassons et cors en sourdine ». Paul Collaer relève que la « musique acquiert ici, par son rythme et sa sonorité, une valeur mystérieuse, secrète comme le souffle de l'homme endormi ».
Le mouvement final, Violent, « s'élance et piaffe avec emportement, presque en conquérant ». Il consiste en une sorte de mélodie populaire jouée trois fois de suite jusqu'à la conclusion, où « les registres aigus des instruments sont utilisés pour transformer la mélodie en un hurlement ».
Pour Paul Collaer, cette « 5e symphonie est peut-être la meilleure ».
L’œuvre, bien que brève, est considérée comme une pièce majeure du répertoire pour ensemble d'instruments à vent.

## Discographie
- Milhaud: The 6 Little Symphonies, Others, Orchestre de Radio Luxembourg, Darius Milhaud (dir.), VoxBox CDX 5109, 1994.
- Made in Paris, avec le Concerto pour violoncelle et instruments à vent de Jacques Ibert, la Sonatine pour instruments à vent, timbales et xylophone de Nicolas Tcherepnine et le Concertino pour violoncelle, instruments à vent, piano et percussion de Bohuslav Martinů, Holland Wind Players, Jeroen Weierink (dir.), Et'Cetera KTC 1191, 1998.

### Ouvrages généraux
- Rodney Winther, An Annotated Guide to Wind Chamber Music : For Six to Eighteen Players, Miami, Warner Bros Publications, coll. « Donald Hunsberger Wind Library », 2004 (ISBN 0-7579-2401-8).
- François-René Tranchefort, « Darius Milhaud », dans François-René Tranchefort (dir.), Guide de la musique de chambre, Paris, Fayard, coll. « Les Indispensables de la musique », 1989, 995 p. (ISBN 2-213-02403-0), p. 597–610.
- Paul Collaer, Darius Milhaud : Nouvelle édition revue et augmentée, accompagnée du catalogue des œuvres et d'une discographie, Genève-Paris, Éditions Slatkine, 1982, 617 p. (ISBN 2-05-100375-0).